# Markaba
Markaba (arab. مركبا) – wieś położona w dystrykcie Kada Mardż Ujun, w Muhafazie An-Nabatijja, w Libanie.

## Położenie
Wioska jest położona na zachodnich zboczach wzgórza, na wysokości 850 metrów n.p.m., w odległości około 1 kilometra na zachód od granicy z Izraelem. W jej otoczeniu znajdują się wioski Hula, Talloussa, Bani Hajan, Rabb et-Talatin i al-Adeisseh. Po stronie izraelskiej jest kibuc Misgaw Am i moszaw Margalijjot.

## Historia
Po I wojnie światowej w 1918 roku wioska weszła w skład francuskiego Mandatu Syrii i Libanu, który formalnie powstał w 1923 roku. W 1941 roku powstał Liban, który został uznany dwa lata później. W 1946 roku wycofały się ostatnie wojska francuskie. Podczas wojny domowej w Mandacie Palestyny w 1948 roku w rejonie wioski stacjonowały siły Arabskiej Armii Wyzwoleńczej, atakujące pozycje żydowskie na terenie dawnego brytyjskiego Mandatu Palestyny. Podczas I wojny izraelsko-arabskiej w październiku 1948 roku Izraelczycy przeprowadzili operację „Hiram”. W dniu 30 października siły Brygady Karmeli wkroczyły do Libanu, zajmując między innymi wioskę Markaba. Wioska pozostawała w rękach izraelskich do końca wojny, stanowiąc kartę przetargową w trakcie negocjacji porozumienia o zawieszeniu broni izraelsko-libańskim.
Z powodu bliskości granicy izraelskiej, Markaba cierpiała podczas kolejnych wojen izraelsko-arabskich. Podczas wojny libańskiej w 1982 roku wioskę zajęli Izraelczycy. Do 2000 roku Hula znajdowała się w izraelskiej „strefie bezpieczeństwa” utworzonej w południowym Libanie. Po 1985 roku stacjonowały tutaj siły Armii Południowego Libanu. Po wycofaniu się w 2000 roku Izraelczyków, rejon wioski zajęły siły Hezbollahu. Prowadzona przez tę organizację wojna z Izraelem była przyczyną II wojny libańskiej w 2006 roku. Na wioskę Markaba spadły wówczas bomby. Po wojnie rejon wioski patrolują siły UNIFIL. Międzynarodowa pomoc umożliwiła odbudowę infrastruktury.

## Religia
W wiosce znajdują się trzy meczety.

## Gospodarka
Lokalna gospodarka opiera się na rolnictwie.